# NGC 2648
NGC 2648 (другие обозначения — UGC 4541, MCG 2-22-5, ZWG 60.35, Arp 89, KCPG 168A, PGC 24464) — спиральная галактика (Sa) в созвездии Рака. Открыта Уильямом Гершелем в 1784 году.
Галактика обладает компаньоном PGC 24469. Лучевые скорости галактик схожи, на их структуру заметно влияет приливное взаимодействие между ними. Излучение компаньона в линии H-альфа указывает на то, что в ядре происходит вспышка звездообразования, либо ядро активно, а возможно, и то, и другое. NGC 2648 является пассивной спиральной галактикой, удалена на 34 мегапарсека от Земли, её звёздная масса составляет 2,45⋅1010 M⊙.
Этот объект входит в число перечисленных в оригинальной редакции «Нового общего каталога», а также включён в атлас пекулярных галактик.